# E supremi apostolatus
L'E supremi apostolatus cathedra è la prima enciclica di papa Pio X, datata 4 ottobre 1903, in cui il pontefice delinea il programma del suo pontificato, ed enuncia il principio ispiratore della sua azione, restaurare tutto in Cristo (in latino, instaurare omnia in Christo: Efesini, I, 10).